# Gunnar Nielsen (atleta)
Niels Gunnar Nielsen (Copenaghen, 25 marzo 1928 – Copenaghen, 29 maggio 1985) è stato un atleta danese.
Ha partecipato ai Giochi di Helsinki 1952 e di Melbourne 1956, gareggiando negli 800m e 1500m.
Ha vinto 1 argento nei 1500m ai Campionati europei di atletica leggera 1954.